# 中華民國—白俄羅斯關係
中華民國與白俄羅斯共和國無正式外交關係，但中華民國政府曾在首都明斯克設立具大使館功能的代表機構。目前對白俄羅斯的相關事務由臺北莫斯科經濟文化協調委員會駐莫斯科代表處兼轄。

## 政治

### 外交

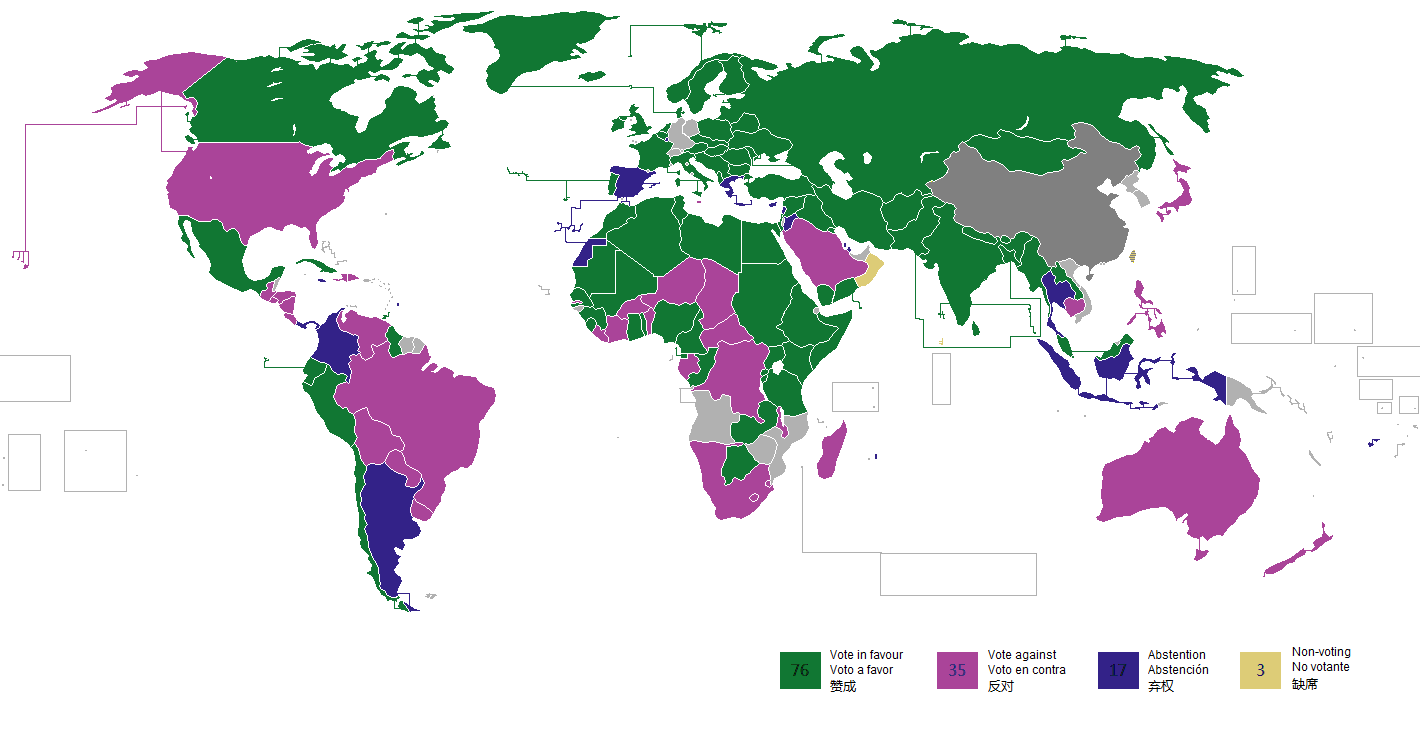
綠色國家表示在1971年的投票中反對中華民國續留聯合國，即《聯合國大會2758號決議》，其中包括白俄羅斯（當時是蘇聯的加盟共和國中具有聯合國投票權的白俄羅斯蘇維埃社會主義共和國）。

1992年，白俄羅斯首都明斯克市長吉拉席門柯訪問台灣，並會見中華民國前第一夫人蔣方良。
白俄羅斯曾是中華民國發展與獨立國家國協關係的重點國家。1996年1月，兩國代表簽署《中華民國政府與白俄羅斯共和國政府有關經濟貿易、科學技術及文化合作暨設立經濟貿易代表團議定書》。7月1日，於首都設立駐明斯克台北經濟貿易代表團（Taipei Economic and Trade Mission in Minsk）。但之後基於外交實務考量且館務功能不彰，於2006年1月關閉代表團。然而，中華民國外交部官员向媒体透露，闭馆原因与白俄罗斯反对台湾加入联合国和世界卫生组织，並多次拒发官员签证有关。
1999年11月，白俄羅斯國民議會議員羅曼諾夫斯基（Romanovsky）、瓦羅士寧（Voroshnin）抵台訪問，這也是該國國會議員首次到訪。
2001年8月，白俄羅斯財政部第一副部長盧莫斯（Rumus）抵台訪問，並接受中華民國行政院長張俊雄代表政府捐贈2萬美元給予白俄羅斯「車諾比災變善後委員會」。
2002－2005年，白俄羅斯前總理葉爾莫森、前副總理強、白俄羅斯紅十字會會長羅曼諾夫斯基（Romanovsky）、獨立國家國協常設委員會第一副主席布拉霍夫、白俄罗斯自由民主党主席暨國會議員賈杜凱維奇、副主席奇申科（khischenko）、國防部前第一副部長杜辛斯基（Tushinsky）等人相繼抵台訪問。
2015年5月10日，中華人民共和國主席习近平在访问明斯克后，双方签署《联合声明》。白俄罗斯在声明中表示：「承认一个中国原则，反对台湾加入任何仅限主权国家参加的国际组织和地区组织，不向台湾出售武器...」。中华民国外交部表示白俄此举是为旧调重弹，「显示白俄罗斯长期为讨好大陆，而发表此一昧于国际现实并影响中华民国权益之不当声明，外交部至表遗憾」。5月11日，行政院大陸委員會（陸委會）在声明中表示：「两岸互不隶属，不会改变中华民国是主权国家的事实，要求大陆和国际社会正视两岸分治的现实」。中華民國驻白俄罗斯前代表姜书益事后向媒体否认，白俄罗斯与台湾有过武器交易的疑问。
2022年5月6日，中華民國外交部對於白俄羅斯協助俄羅斯侵略烏克蘭一事，除表達高度遺憾與強烈譴責，並回應國際社會的呼籲，對白俄羅斯進行經濟制裁。

## 經濟

### 背景
中華民國與白俄羅斯未互設代表機構，且白俄羅斯顧及與中華人民共和國維持密切的政經關係，對兩國高層官員互訪交流並不熱衷，有礙經貿關係成長。另白俄羅斯地理位置遙遠、使用語言以白俄罗斯语和俄语為主，對於彼此國情、經濟發展、市場環境和產業潛力較為陌生，因此建立兩國工商業界溝通和資訊流通交換的平臺，是擴大經貿關係的重要基礎。

### 貿易
| 年分 | 貿易總額   | 貿易總額 | 貿易總額 | 出口至白俄羅斯 | 出口至白俄羅斯 | 出口至白俄羅斯 | 自白俄羅斯進口 | 自白俄羅斯進口 | 自白俄羅斯進口 | 順逆差  |
| 年分 | 金額       | 年增減   | 排名     | 金額           | 年增減         | 排名           | 金額           | 年增減         | 排名           | 順逆差  |
| ---- | ---------- | -------- | -------- | -------------- | -------------- | -------------- | -------------- | -------------- | -------------- | ------- |
| 2017 | 55,625,205 | ▲33.4%   | 101      | 17,723,978     | ▲22.7%         | 112            | 37,901,227     | ▲39.1%         | 86             | 逆差▲   |
| 2018 | 31,875,437 | ▼42.7%   | 115      | 20,791,862     | ▲17.3%         | 110            | 11,083,575     | ▼70.8%         | 110            | 順差 -- |
| 2019 | 43,266,125 | ▲35.7%   | 107      | 21,403,553     | ▲2.9%          | 106            | 21,862,572     | ▲97.3%         | 96             | 逆差 -- |
| 2020 | 50,740,029 | ▲17.3%   | 101      | 20,018,170     | ▼6.5%          | 108            | 30,721,859     | ▲40.5%         | 94             | 逆差▲   |
| 2021 | 28,622,512 | ▼43.6%   | 118      | 19,436,776     | ▼2.9%          | 107            | 9,185,736      | ▼70.1%         | 112            | 順差 -- |
| 2022 | 44,492,212 | ▲55.4%   | 113      | 11,149,519     | ▼42.6%         | 121            | 33,342,693     | ▲263.0%        | 96             | 逆差 -- |
| 2023 | 39,425,475 | ▼11.4%   | 109      | 17,534,955     | ▲57.3%         | 113            | 21,890,520     | ▼34.3%         | 98             | 逆差▼   |
| 2024 | 54,835,664 | ▲39.1%   | 100      | 13,528,530     | ▼22.8%         | 118            | 41,307,134     | ▲88.7%         | 85             | 逆差▲   |

2023年的兩國貿易項目如下：
出口至白俄羅斯的前10大項目為：特定用途機器之零件與附件；具有特殊功能之機器與機械用具；合成纖維絲紗梭织物；金屬加工機床、金屬或金屬碳化物加工用壓床；碟片、磁带、固態非揮發性儲存裝置、智慧卡與其他錄音或錄製之媒體；鋼鐵製螺釘、螺栓、螺帽、螺旋鈎、車用螺釘、鉚釘、橫梢、開口梢、墊圈與類似製品；車輛之零件與附件；印刷版、滾筒與其他印刷組件之印刷机以及打印机、复印机與傳真機；自行車或機動車輛用之電氣照明或信號設備、擋風板刮刷器、去霜或去霧器；不論是否動力操作之手工具或機床之可互換工具等。
自白俄羅斯進口的前10大項目為：礦物或化學鉀肥；特定項目貨品之零件；集成电路；玻璃纤维及其製品；手鋸、各種鋸片；示波器、频谱分析仪與其他供計量或檢查電量之儀器與器具，供計量或偵測X光、阿爾法、貝他、伽馬放射線、宇宙或其他離子輻射線用之儀器與器具；複式光学显微镜，包括顯微照相、顯微攝影或顯微放映用者；以木材或其他木質纖維製成之纤维板；半導體裝置、光敏半導體裝置、發光二極體、已裝妥之压电晶体；褥支持物、寢具與類似家具等。

### 投資
根據中華民國經濟部投資審議司統計，截至2021年，臺商前往白俄羅斯總投資金額約2,943萬美元，計有12件；白俄羅斯前往臺灣總投資金額約1,331萬美元，計有139件。

### 組織
截至2023年，在白俄羅斯無臺商或臺僑組織，亦無臺灣的金融機構。

### 會展
2012年10月，中華民國國際經濟合作協會（國經協會）邀請白俄羅斯的明斯克企業家及雇主協會長訪臺並舉辦研討會。
2014年9月，白俄羅斯國營紡織廠的斯韋特洛戈爾斯克公司總裁率團訪臺，與紡織產業綜合研究所建立雙方技術交流平台、並與臺灣產業用紡織品協會舉辦商機媒合會。11月，臺灣產業用紡織品協會理事長率團回訪白俄羅斯。
2018年6月，白俄羅斯經貿訪問團由外交部轄下負責經貿推廣業務的國家行銷及價格研究中心（NCMPS）主任率團，期間除辦理簽署該國加入世界贸易组织（WTO）雙邊議定書相關事宜外，並與國經協會舉辦白俄羅斯及中东欧商機說明會。

### 事件
2022年5月6日，中華民國外交部對於白俄羅斯協助俄羅斯侵略烏克蘭一事，除表達高度遺憾與強烈譴責，並回應國際社會的呼籲，對白俄羅斯進行經濟制裁。採行出口管制措施，訂定「輸往俄羅斯及白俄羅斯高科技貨品清單」。臺灣出口商輸出清單貨品至白俄羅斯，依《貿易法》第13條第1項第1款規定，非經許可，不得輸出，並應依戰略性高科技貨品輸出入管理辦法規定，向經濟部國際貿易署或經濟部委任或委託之機關（構）申請戰略性高科技貨品輸出許可證，獲准後憑以報關出口。

## 交流

### 藝文
在台灣綜藝圈頗有名氣的瑪格麗特，是第一位在台灣成功發展演藝事業的白俄羅斯藝人。在節目上和主持人張菲的曖昧互動製造話題，也因此知名度大開。瑪格麗特於2001年3月嫁給中華民國籍男子成為台灣媳婦。近年逐漸淡出台灣綜藝圈。
白俄羅斯電影欣賞協會主席莎維綺（Savchik）曾於2001－2002年訪台，參加金馬國際影展與相關活動。

### 學術
白俄羅斯國立大學校長科儒林、副校長，國立歷史博物館館長黃光男等人，曾訪問對方國家。1999年5月，白俄羅斯國立大學副校長亞斯達平科（Astapenko）抵台參加行政院青年輔導委員會所舉辦的第一屆全球青年領袖會議。
2003年5月，中華人民共和國駐白俄羅斯大使館照會該國外交部，要求堅持「一個中國」原則，絕不允許中華民國在7月於白俄羅斯舉行的第14屆國際生物奧林匹亞使用中華民國國旗。

## 協定
| 日期         | 簽署                                                                                           | 備註     |
| ------------ | ---------------------------------------------------------------------------------------------- | -------- |
| 1996年1月    | 《中華民國政府與白俄羅斯共和國政府有關經濟貿易、科學技術及文化合作暨設立經濟貿易代表團議定書》 | [ 5 ]    |
| 1998年3月4日 | 《中華民國全國商業總會與白俄羅斯工商總會合作協議》                                             | [ 註 2 ] |
| 2012年       | 《中華民國國際經濟合作協會與白俄羅斯企業家聯盟協會合作備忘錄》                                 | [ 註 3 ] |

## 簽證

持中華民國護照的中華民國國民簽證要求分布圖：入境白俄羅斯需要簽證。

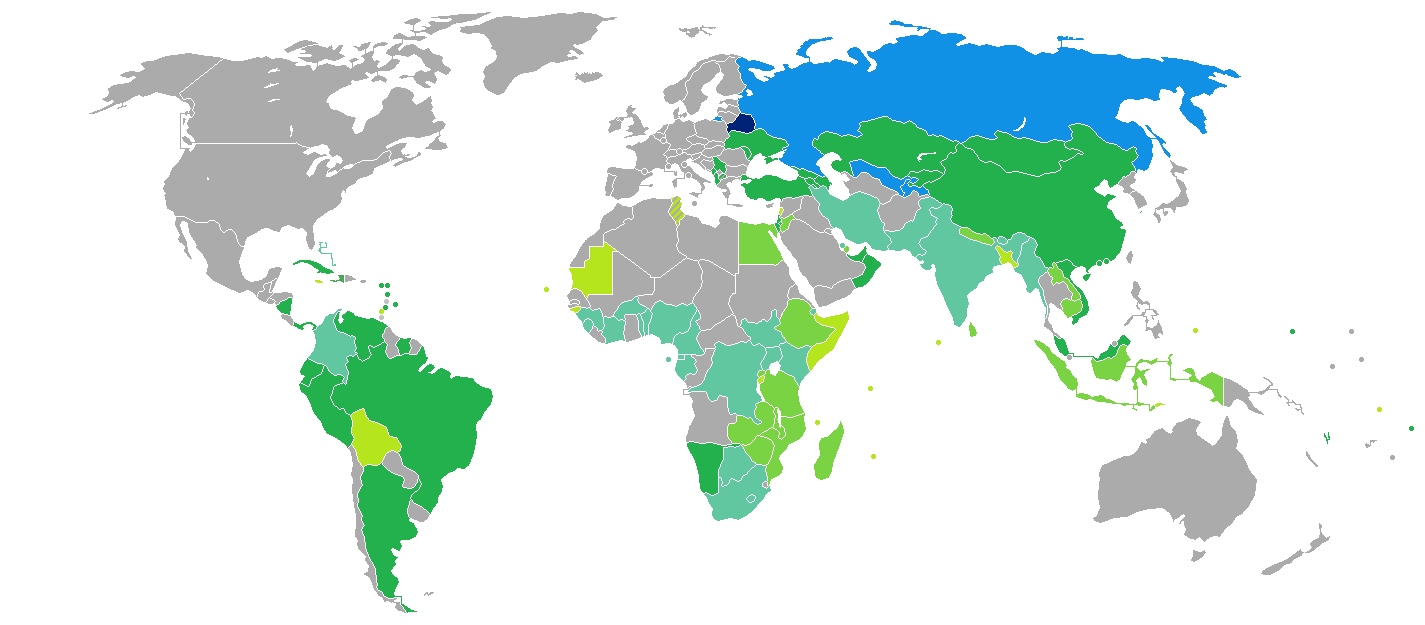
持白俄羅斯護照的白俄羅斯國民簽證要求分布圖：入境中華民國需要簽證。

兩國國民皆須申請簽證方可入境對方國家。持有中華民國護照與邀請函的中華民國國民可親自或委託旅行社至鄰近的白俄羅斯駐外使領館申請簽證，每次停留最多90天；或於抵達首都的明斯克国际机场2天前辦理預審制落地簽證，經俄罗斯轉機入境白俄羅斯者不適用。經白俄羅斯轉機，須辦理過境簽證，停留最多2天。
持有白俄羅斯護照的白俄羅斯國民抵台參加由中央政府機關主辦、協辦或贊助之國際會議、運動賽事、商展或其他活動，可以電子簽證入境中華民國，停留最多30天並不得延期。

## 交通

### 航空

#### 客運
兩國無直航班機，可經由（不計航點遠近，截至2023年7月4日）：
- 臺北→北京-首都、德里[註 4]（2023年8月11日開航白俄羅斯）、杜拜、伊斯坦堡，再轉機前往白俄羅斯的明斯克国际机场。
- 高雄→北京-首都→白俄羅斯。

## 外部連結
- 中華民國外交部－白俄羅斯共和國簡介 （页面存档备份，存于）
- 台北莫斯科經濟文化協調委員會駐莫斯科代表處
- 外交部領事事務局－國外旅遊警示分級表
- 中華民國衛生福利部－國際旅遊疫情建議等級
- 中華民國國際經濟合作協會 （页面存档备份，存于）